# Eupithecia dyarata
Eupithecia dyarata är en fjärilsart som beskrevs av Taylor 1906. Eupithecia dyarata ingår i släktet Eupithecia och familjen mätare. Inga underarter finns listade i Catalogue of Life.